# Vestermarie
Vestermarie är en tätort (danska: byområde) i Bornholms regionkommun i Region Hovedstaden i östra Danmark. Orten ligger nordöst om staden Rønne och nordväst om staden Åkirkeby, på den sydvästra delen av ön Bornholm och är kyrkby i Vestermarie socken.
Tidigare har orten tillhört dåvarande Åkirkeby kommun i Bornholms amt.